# Oeneis mckinleyensis
Oeneis mckinleyensis är en fjärilsart som beskrevs av Dos Passos 1949. Oeneis mckinleyensis ingår i släktet Oeneis och familjen praktfjärilar. Inga underarter finns listade i Catalogue of Life.